# In Your House 13: Final Four
In Your House 13: Final Four foi um pay-per-view (PPV) de wrestling profissional, produzido pela World Wrestling Federation (WWF, agora WWE). O evento aconteceu em 16 de fevereiro de 1997, na UTC Arena em Chattanooga, Tennessee. Cinco lutas foram transmitidas no PPV, com uma luta realizada antes do evento como uma luta preliminar. Este foi o 13º evento na cronologia do In Your House.
O evento principal foi uma luta de eliminação WWF Championship, que havia sido deixado vago pelo então campeão Shawn Michaels três dias antes do evento. A luta, que originalmente foi concebida para resolver a controvérsia sobre o resultado do Royal Rumble em janeiro e nomear um desafiante número um ao WWF Championship na WrestleMania 13, contou com Bret Hart, Stone Cold Steve Austin, The Undertaker e Vader. As principais lutas no card preliminar foram Owen Hart e The British Bulldog contra Doug Furnas e Phil Lafon, e Rocky Maivia contra Hunter Hearst Helmsley pelo WWF Intercontinental Championship.

## Produção

### Conceito
In Your House foi uma série de eventos mensais de pay-per-view (PPV) de wrestling profissional, produzida pela primeira vez pela World Wrestling Federation (WWF, atualmente WWE) em maio de 1995. Esses eventos iam ao ar nos meses em que a empresa não realizava um dos seus cinco principais PPVs da época (WrestleMania, King of the Ring, SummerSlam, Survivor Series e Royal Rumble) — e, por isso, eram vendidos por um preço mais acessível. In Your House 13: Final Four aconteceu em 16 de fevereiro de 1997, na UTC Arena em Chattanooga, Tennessee. O nome do evento foi baseado na luta principal do evento, que foi uma luta four corner de eliminação.

### Rivalidades
O In Your House 13: Final Four consistiu em lutas de wrestling profissional envolvendo lutadores que faziam parte de rivalidades e histórias previamente estabelecidas, desenvolvidas no Monday Night Raw — principal programa televisivo da WWF. Os lutadores assumiam os papéis de heróis ou vilões enquanto seguiam uma sequência de acontecimentos que aumentavam a tensão, culminando em uma luta ou série de lutas no evento.
A principal rivalidade nesta edição do In Your House foi a resolução da luta Royal Rumble do pay-per-view anterior. Oficialmente, a luta havia sido vencida por Stone Cold Steve Austin, mas havia grande controvérsia sobre a forma como Austin venceu a luta.
Austin, que estava em uma rivalidade com Bret Hart desde que este retornou à WWF no Survivor Series em novembro do ano anterior, na verdade, havia sido jogado sobre a corda superior por Hart durante as fases finais da luta. Austin caiu do lado do ringue onde o árbitro Mike Chioda deveria observar as eliminações. No entanto, Chioda não estava lá, pois havia ido para o outro lado do ringue para ajudar Jim Korderas, o outro árbitro designado para a luta, a separar uma briga entre Mankind e Terry Funk. Quando Austin percebeu que ninguém havia visto sua eliminação, ele subiu novamente para o ringue e eliminou The Undertaker, Vader e o desprevenido Hart, que não sabia que Austin havia retornado para a luta. A vitória de Austin, pelo menos por enquanto, garantiu-lhe uma chance de disputar o título contra o Campeão da WWF, Shawn Michaels, que havia derrotado Sycho Sid para recuperar o título.
Na noite seguinte, no Monday Night Raw, Hart apareceu inesperadamente no início do programa e expressou sua frustração sobre o que ele percebia como constante maus-tratos desde que retornou do seu exílio autoimposto após sua derrota para Michaels na WrestleMania XII. Hart direcionou sua atenção a Vince McMahon, que estava à beira do ringue se preparando para ocupar sua posição de comentarista, exigindo que fosse dado a ele o combate pelo título na WrestleMania, onde enfrentaria Michaels em uma revanche de seu combate do ano anterior (Michaels havia recuperado o título de Sid no evento principal do pay-per-view), já que ele havia sido o último homem legal no Rumble quando a luta terminou. McMahon ignorou a exigência de Hart, e o três vezes campeão da WWF respondeu desistindo e saindo do ringue.
Pouco depois, o presidente da WWF, Gorilla Monsoon, apareceu para esclarecer a situação. Ele confirmou a vitória de Austin no Royal Rumble, citando a política de longa data da Federação de que as decisões dos árbitros são finais. No entanto, a vitória de Austin não significava que ele estava garantido uma chance pelo título devido às suas ações para conseguir a vitória.
Em vez disso, uma luta foi concebida para o evento de fevereiro para resolver a disputa. Austin, Undertaker e Vader competiriam no que foi chamado de luta Final Four, com a quarta vaga na luta sendo oferecida a Hart caso ele reconsiderasse sua desistência anterior, o que ele fez. A luta seria realizada sob regras de eliminação, com o último homem de pé avançando para a WrestleMania para enfrentar o campeão. No entanto, um incidente envolvendo Michaels levaria a uma mudança significativa nos planos para o pay-per-view.
Como Bret Hart lembrou, o plano era que ele enfrentasse Michaels em uma revanche de seu clássico na WrestleMania XII de 1996. Naquela luta, Hart deveria derrotar Michaels pelo WWF Championship como recompensa por ter concordado em perder no ano anterior. No entanto, em uma edição especial do Raw que foi ao ar em 13 de fevereiro de 1997, Michaels anunciou que estava desistindo do título.
Várias semanas antes, ele havia lutado contra Hart e Sid e sofreu uma lesão no joelho; Michaels revelou que os médicos haviam dito que o dano era grave o suficiente para que ele provavelmente tivesse que se aposentar do wrestling. Ele também disse que havia "perdido (seu) sorriso" e precisava encontrá-lo novamente, e, portanto, estava se afastando por um tempo. Hart teria ficado furioso com a situação; ele acreditava que Michaels estava fazendo isso apenas para sair da obrigação de perder o título para ele, como haviam acordado, e que a lesão não era tão grave quanto ele estava deixando transparecer.
Qualquer que tenha sido o verdadeiro motivo, a decisão de Michaels forçou uma mudança nos planos. Primeiro, a luta Final Four agora seria disputada pelo WWF Championship vago e Sid permaneceria o desafiante número 1 pelo título. Em seguida, na edição do Raw de 17 de fevereiro, o vencedor da luta Final Four seria obrigado a fazer sua primeira defesa do WWF Championship contra Sid no evento principal do programa.
As outras grandes rivalidades que levaram ao evento pay-per-view foram entre Rocky Maivia e Hunter Hearst Helmsley pelo WWF Intercontinental Championship. No Thursday Raw Thursday, Maivia derrotou Helmsley para conquistar o título Intercontinental em uma surpresa na época, com Maivia aplicando um small package em Helmsley, o que culminou em uma revanche pelo recém conquistado título Intercontinental de Maivia, e Owen Hart e The British Bulldog contra Doug Furnas e Phil LaFon pelo WWF Tag Team Championship, que começou depois que Furnas e LaFon eliminaram os campeões de uma luta no Survivor Series em 1996 para garantir uma chance pelo título.

## Evento
Antes do evento ir ao ar no pay-per-view, The Godwinns derrotaram The Headbangers em uma luta preliminar.

### Lutas preliminares
A primeira luta televisionada foi entre Marc Mero e Leif Cassidy. Mero começou com um ataque rápido em Cassidy antes de se distrair com Sable. Cassidy se recuperou e aplicou um figure four leglock em Mero e também discutiu com Sable, que estava no corner de Mero. Mero tentou ataques rápidos em Cassidy, mas Cassidy conseguiu manter a ofensiva. Sable continuou a distraí-lo durante a luta e Cassidy ficou frustrado com suas interferências. Ele correu em direção a ela antes de Mero acertar Cassidy com um Wild Thing para a vitória.
A segunda luta foi uma luta de trios entre Nation of Domination (Faarooq, Crush e Savio Vega) contra Bart Gunn, Goldust e Flash Funk. Todos os seis começaram a lutar entre si até que a Nation foi enviada para fora do ringue. Enquanto se reagrupavam, Funk pulou do topo do corner sobre os três membros da Nation. Funk acertou um hurricanrana em Vega do topo do corner e tentou pular sobre a Nation novamente, mas eles controlaram sua queda e o arrastaram para dentro do ringue. Faarooq, Crush e Vega se revezaram atacando Funk. Após sofrer bastante dano, ele conseguiu fazer o tag com Gunn, que cuidou dos três adversários. Gunn, Goldust e Funk jogaram a Nation para fora do ringue e Gunn acertou um diving bulldog em Faarooq e foi para a contagem, mas o árbitro estava distraído mandando Goldust e Funk para fora do ringue. Crush aproveitou e acertou um leg drop em Gunn enquanto Faarooq o pinava para vencer.
A terceira luta foi pelo WWF Intercontinental Championship entre o campeão Rocky Maivia e Hunter Hearst Helmsley. Helmsley obteve vantagem inicial aplicando backbreakers e suplexes em Maivia. Helmsley começou a aplicar submissões em Maivia, mas Maivia as reverteu em um small package. Helmsley escapou da contagem até que Maivia acertou um flying crossbody em Helmsley. Ele saiu da contagem novamente e acertou Maivia com um jawbreaker e um DDT. Goldust apareceu na área do ringue e distraiu Helmsley. Maivia aplicou um Bridging German suplex em Helmsley e o pinou para reter o título. Após a luta, enquanto Goldust confrontava Helmsley, Marlena foi atacada e estrangulada por uma fã na plateia, que mais tarde foi identificada como a nova guarda-costas/enforcer de Helmsley, Chyna.
A quarta luta foi uma luta de duplas entre Doug Furnas e Phil LaFon contra Owen Hart e The British Bulldog pelo WWF Tag Team Championship. Hart e Furnas começaram a luta, com Furnas acertando Owen com um lariat e um leg drop. Furnas fez tag com LaFon enquanto Owen fez tag com Bulldog. Bulldog dominou LaFon, e então Owen e Bulldog se revezaram atacando LaFon. Smith tentou um pinfall em LaFon, mas o árbitro estava distraído por Owen. Owen continuou distraindo o árbitro e acidentalmente acertou Bulldog com um lariat. Bulldog respondeu com um lariat em Owen e os dois discutiram, enquanto LaFon acertava um splash em Owen do topo do corner, mas Bulldog controlou LaFon. Apesar disso, LaFon fez tag com Furnas e os desafiantes fizeram um double-team em Hart até que ele fez tag com Bulldog. Bulldog levantou LaFon e tentou um running powerslam até que Hart acertou LaFon com sua estatueta do Slammy. LaFon e Furnas venceram a luta por desqualificação, mas o título não muda de mãos por DQ, então os cinturões permaneceram com Hart e Bulldog.

### Evento principal

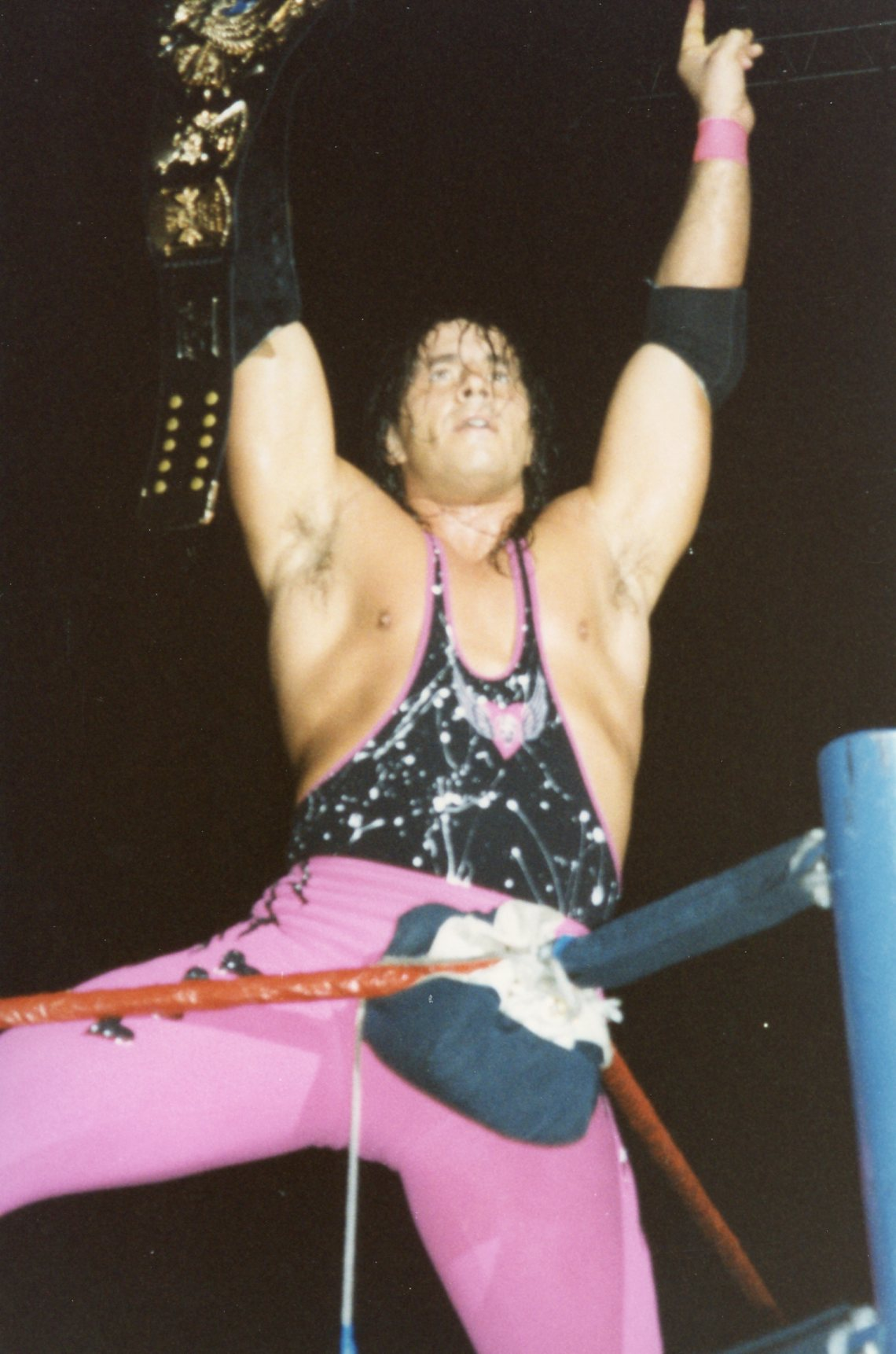
Bret Hart derrotou Stone Cold Steve Austin, The Undertaker e Vader para vencer o WWF Championship pela quarta vez em sua carreira

O evento principal foi a luta Final Four pelo WWF Championship vago entre The Undertaker, Bret Hart, Stone Cold Steve Austin e Vader. Como mencionado, essa era uma luta sem desqualificação. Para ser eliminado, um lutador poderia ser pinado, forçado a desistir ou jogado por cima da terceira corda com os dois pés tocando o chão. Hart e Austin, que tinham uma rivalidade bem conhecida, começaram a brigar entre si enquanto Undertaker atacava Vader e o acertava com um crossbody por cima da terceira corda. Undertaker atacou tanto Hart quanto Vader. Vader se recuperou e então acertou Undertaker com uma cadeira de aço do lado de fora. Undertaker bloqueou a cadeira e jogou Vader na cadeira e depois nos degraus de aço, abrindo um corte acima do olho direito de Vader. Austin derrubou Hart e então começou a atacar Undertaker enquanto Hart e Vader trocavam socos. Os quatro começaram a lutar fora do ringue enquanto Undertaker acertava Austin na virilha. Vader atacou Hart com uma cadeira de aço. Undertaker começou a atacar Hart, que acertou os olhos de Undertaker e foi jogado em um powerslam. Vader e Austin se atacaram com cadeiras, degraus, o sino e até um cameraman. Vader aplicou o Sharpshooter de Hart nele mesmo, mas Austin interrompeu com um Lou Thesz Press em Vader. Vader tentou acertar Undertaker com um Vaderbomb, mas em vez disso foi para um Vadersault que errou. Hart então colocou Austin em um fireman's carry e o jogou por cima da terceira corda, eliminando-o da luta. Hart e Undertaker lutaram entre si enquanto Vader se recuperava no corner. Paul Bearer interferiu e atacou Undertaker enquanto Vader era superplexado por Hart. Apesar de eliminado, Austin interferiu na luta e atacou Hart. Vader foi para um Vaderbomb do topo da corda, mas Undertaker aplicou um golpe baixo em Vader e o jogou por cima da terceira corda. Undertaker e Hart permaneceram como os dois últimos participantes. Ele tentou aplicar um "Tombstone" em Hart até que Austin distraiu Undertaker enquanto Hart aplicava um clothesline e jogava Undertaker por cima da terceira corda para vencer o WWF Championship pela quarta vez em sua carreira.

## Depois do evento

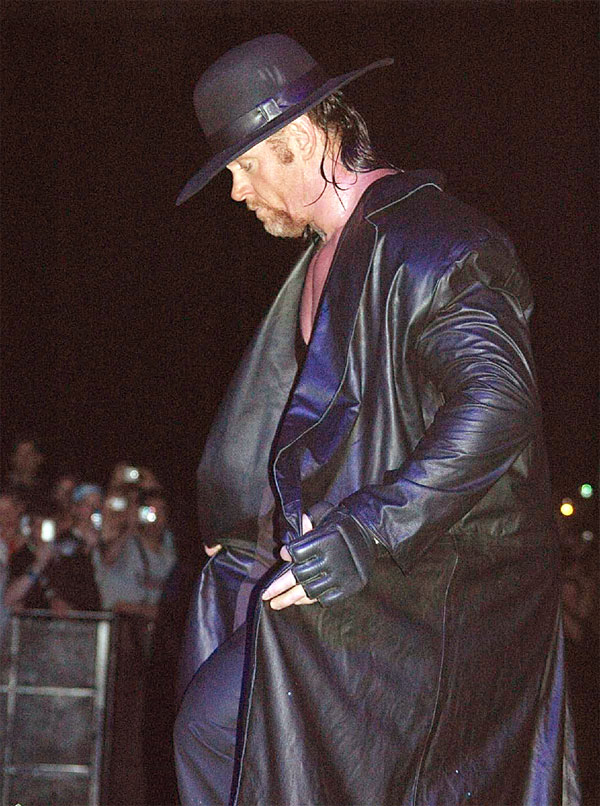
The Undertaker, derrotou Sycho Sid pelo WWF Championship na WrestleMania 13

Após o In Your House, a rivalidade entre Vader e Undertaker chegaria ao fim até o próximo In Your House: Canadian Stampede, quando Undertaker era o Campeãoo da WWF , enquanto a rivalidade entre Austin e Hart continuou.
Na sua defesa obrigatória contra Sid no Raw, Hart perdeu o WWF Championship após Austin interferir e atacá-lo enquanto Hart tinha o desafiante preso no Sharpshooter. Sid aplicou um powerbomb em Bret e o pinou, conquistando seu segundo WWF Championship. Pouco depois, The Undertaker foi nomeado o novo desafiante #1, e uma luta entre ele e Sid foi marcada para a WrestleMania.
Um frustrado Hart desafiou Austin para uma luta de submissão na WrestleMania, querendo enfrentá-lo cara a cara. Austin aceitou o desafio. Hart depois recebeu uma revanche contra Sid pelo título em uma luta Steel Cage no dia 17 de março, e os oponentes de ambos na WrestleMania tiveram participação no resultado. Austin interferiu em favor de Hart, pois queria uma oportunidade pelo WWF Championship. Undertaker, por outro lado, queria que Sid mantivesse o título para que ele pudesse disputar na WrestleMania. Foi a interferência de Undertaker que fez a diferença, ao bater a porta da jaula no rosto de Hart enquanto ele tentava sair, permitindo que Sid escapasse.
Enquanto a jaula de aço era desmontada, Vince McMahon tentou entrevistar Hart. Hart tomou o microfone de McMahon, o empurrou ao chão e fez uma explosiva promo cheia de palavrões, com suas frustrações transbordando de vez. Isso resultou no retorno de Sid, Austin e Undertaker ao ringside, onde os quatro começaram a brigar.
Hart e Austin lutaram na luta de submissão marcada na WrestleMania 13 com o lutador do UFC Ken Shamrock como árbitro especial. Hart venceu a luta após Austin desmaiar no Sharpshooter, recusando-se a desistir mesmo com a perda excessiva de sangue e a dor da submissão. A luta terminou com um duplo turn: Austin virou babyface e Hart virou heel, reformando a Hart Foundation com Owen Hart, British Bulldog, Jim Neidhart e Brian Pillman, que começaram uma rivalidade com Austin. Mais tarde naquela noite, Undertaker e Sid lutaram pelo WWF Championship de Sid em uma luta sem desclassificação. O recém-heel Hart interferiu na luta e ajudou Undertaker a derrotar Sid, conquistando assim seu segundo WWF Championship.

## Resultados
| Nº                                          | Resultados | Estipulações                                               | Tempo |
| ------------------------------------------- | --- | ---------------------------------------------------------- | ----- |
| Dark                                        | The Godwinns (Henry O. Godwinn e Phineas I. Godwinn) derrotaram The Headbangers (Mosh e Thrasher)                                                                  | Luta de duplas                                             | 11:24 |
| 1                                           | Marc Mero (com Sable) derrotou Leif Cassidy | Luta individual                                            | 9:31  |
| 2                                           | Nation of Domination (Crush, Faarooq e Savio Vega) (com J. C. Ice, Wolfie D, D'Lo Brown e Clarence Mason) derrotaram Bart Gunn, Flash Funk e Goldust (com Marlena) | Luta de trios                                              | 6:43  |
| 3                                           | Rocky Maivia (c) derrotou Hunter Hearst Helmsley | Luta individual pelo WWF Intercontinental Championship     | 12:30 |
| 4                                           | Doug Furnas e Phil LaFon derrotaram Owen Hart e The British Bulldog (c) (com Clarence Mason) por desclassificação                                                  | Luta de duplas                                             | 10:30 |
| 5                                           | Bret Hart derrotou Stone Cold Steve Austin, Vader (com Paul Bearer) e The Undertaker                                                                               | Luta Four Corners de eliminação pelo vago WWF Championship | 24:06 |
| (c) – Refere-se aos campeões antes da luta. | |                                                            |       |